# Чемпионат Европы по борьбе на поясах 2023
Чемпионат Европы по борьбе на поясах 2023 — III чемпионат Европы по борьбе на поясах. Прошёл в Баку (Азербайджан) с 1 по 4 октября 2023 года. В чемпионате приняли участие более 100 спортсменов из 19 стран в вольном и классическом стиле в 8 весовых категориях. Разыграны 84 медали.

## Медальный зачёт
*   Принимающая страна (Азербайджан)
| Место           | Страна          | Золото | Серебро | Бронза | Всего |
| --------------- | --------------- | ------ | ------- | ------ | ----- |
| 1               | Россия          | 20     | 11      | 5      | 36    |
| 2               | Азербайджан     | 1      | 6       | 23     | 30    |
| 3               | Грузия          | 0      | 1       | 5      | 6     |
| 4               | Молдова         | 0      | 1       | 3      | 4     |
| 5               | Бельгия         | 0      | 1       | 0      | 1     |
| 5               | Турция          | 0      | 1       | 0      | 1     |
| 7               | Польша          | 0      | 0       | 3      | 3     |
| 8               | Болгария        | 0      | 0       | 1      | 1     |
| 8               | Латвия          | 0      | 0       | 1      | 1     |
| 8               | Мальта          | 0      | 0       | 1      | 1     |
| Всего стран: 10 | Всего стран: 10 | 21     | 21      | 42     | 84    |

## Медалисты

### Мужчины Вольный стиль
| Весовая категория | Золото                   | Серебро                    | Бронза                                                     |
| ----------------- | ------------------------ | -------------------------- | ---------------------------------------------------------- |
| до 57 кг          | Егор Кулемин Россия      | Намиг Аббаслы Азербайджан  | Эльнур Абдуллаев · Азербайджан Махамед Амирхан Грузия      |
| до 62 кг          | Тимур Латыпов Россия     | Эйваз Бахшиев Азербайджан  | Леонид Савхаев · Россия Тамаз Махарашвили Грузия           |
| до 68 кг          | Дмитрий Ларюков Россия   | Шамиль Болатчиев Россия    | Виталий Колиольо · Болгария Нико Чикаидзе Грузия           |
| до 75 кг          | Азамат Тоторкулов Россия | Тарлан Агаев Азербайджан   | Вали Микаилов · Азербайджан Радослав Строка Польша         |
| до 82 кг          | Канамат Деккушев Россия  | Султан Агаев Азербайджан   | Али Гумбатзаде · Азербайджан Игорь Беслеага Молдова        |
| до 90 кг          | Эмиль Незаэтдинов Россия | Меджит Кылыч Турция        | Нихад Мамедзаде · Азербайджан Нихад Исгендерли Азербайджан |
| до 100 кг         | Арсен Мусаев Россия      | Гиоргий Чагелишвили Грузия | Томаш Щепаняк · Польша Виталий Балянов Россия              |
| свыше 100 кг      | Рустам Зиякаев Россия    | Ливиу Мавлуда Молдова      | Игорс Костинс · Латвия Зураб Чагелишвили Грузия            |

### Мужчины Классический стиль
| Весовая категория | Золото                    | Серебро                  | Бронза                                                   |
| ----------------- | ------------------------- | ------------------------ | -------------------------------------------------------- |
| до 57 кг          | Ильфат Миннегалиев Россия | Ильфак Ибатуллин Россия  | Джейхун Джавадли · Азербайджан Руфат Хаджиев Азербайджан |
| до 62 кг          | Алексей Абрамов Россия    | Леонид Савхаев Россия    | Нурлан Маммадов · Азербайджан Ариз Гусейнов Азербайджан  |
| до 68 кг          | Данила Зубрилов Россия    | Ильнар Закиров Россия    | Джасур Мехдиев · Азербайджан Нихад Рзаев Азербайджан     |
| до 75 кг          | Разиль Шабиев Россия      | Ильназ Рамазанов Россия  | Халил Мурзаев · Азербайджан Нико Чикаидзе Грузия         |
| до 82 кг          | Тамирлан Керефов Россия   | Артур Зулкарнаев Россия  | Игорь Беслеага · Молдова Насир Гасанов Азербайджан       |
| до 90 кг          | Санджи Каруев Россия      | Этибар Рзаев Азербайджан | Франческо Ауфиери · Мальта Намиг Бабаев Азербайджан      |
| до 100 кг         | Гази Халилов Россия       | Эльдар Хамитов Россия    | Томаш Щепаняк · Польша Амин Гуламов Азербайджан          |
| свыше 100 кг      | Ильяс Газиуллин Россия    | Турал Азимов Россия      | Махир Алиев · Азербайджан Садиг Агамалиев Азербайджан    |

### Женщины Вольный стиль
| Весовая категория | Золото                    | Серебро                      | Бронза                                                     |
| ----------------- | ------------------------- | ---------------------------- | ---------------------------------------------------------- |
| до 52 кг          | Алёна Фарыхова Россия     | Садикат Алиева Россия        | Мелекханым Мамедова · Азербайджан Фидан Алиева Азербайджан |
| до 58 кг          | Жанна Исламгалиева Россия | Алёна Амаева Россия          | Бести Сафарова · Азербайджан Айтадж Гулузаде Азербайджан   |
| до 66 кг          | Алина Пухова Россия       | Диляра Латыпова Россия       | Ольга Молдован · Молдова Диана Шоранова Азербайджан        |
| до 76 кг          | Олимпия Махиянова Россия  | Виктория Болохан Бельгия     | Ангелина Ментий · Россия Шахла Аллахвердиева Азербайджан   |
| более 76 кг       | Гезяль Зутова Азербайджан | Парвин Гусейнова Азербайджан | Виктория Шевчук · Россия Диана Михаилова Россия            |